# دار مروان بن الحكم
دار مروان بن الحكم أحد الدور التاريخية المجاورة للمسجد النبوي الشريف.
هذه الدار كانت واقعة عند باب السلام وكانت لمروان بن الحكم عندما كان أميراً على المدينة المنورة في عهد معاوية بن أبي سفيان، وكان ينسب إليه باب السلام فيقال باب مروان، وأصبحت مقراً لأمراء المدينة المنورة، وقد حتى أزيلت ضمن التوسعة الملك فهد للمسجد النبوي الشريف.